# Giovanni Lanfranco

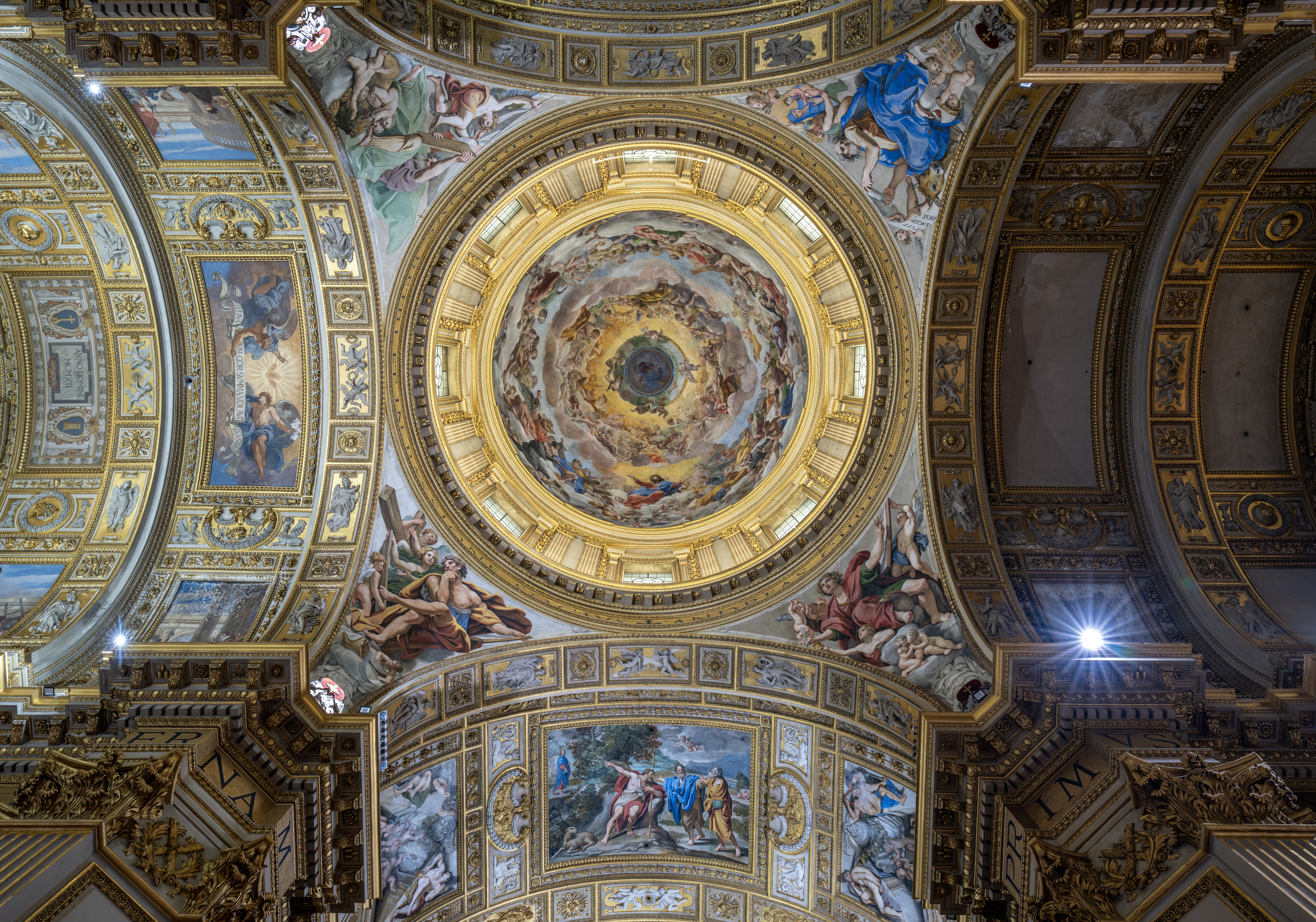
Koepel van de Sant'Andrea della Valle in Rome

Giovanni Lanfranco (Parma, 26 januari 1582 – Rome, 30 november 1647) was een Italiaans kunstschilder uit de periode van de barok.
Lanfranco was een leerling van de gebroeders Agostino en Annibale Carracci. Met Annibale werkte hij aan de galerij van het Palazzo Farnese in Rome.
Zijn werk werd beïnvloed door Correggio en hij schiep in diens stijl vele illusionistische plafondschilderingen, naast monumentale en dramatische altaarstukken. Zelf had hij vooral invloed op de Napolitaanse School.
Tot Lanfranco's belangrijkste werken horen zijn fresco's met taferelen uit het leven van de heilige Jozef in het Palazzo Mattei in Rome (ca. 1615) en zijn voltooiing van de door Domenico Zampieri begonnen koepelschildering van de Sant'Andrea della Valle, eveneens in Rome (1624 – 1628). Het verhaal gaat dat Zampieri hier zo boos over was dat hij de opgerichte stellages verzwakte in de hoop dat Lanfranco zijn nek zou breken.
Van 1634 tot 1646 werkte hij voornamelijk in Napels, waar hij voor de San Martino onder meer de Hemelvaart van Christus vervaardigde. In 1646 keerde hij terug naar Rome.